# Щепанович, Вучина
Вучина Щепанович (серб. Vučina Šćepanović, 17 ноября 1982, Приштина, СФРЮ) — сербский футболист, полузащитник. Известный по выступлениям за ряд сербских и боснийских клубов.

## Карьера
Во взрослом футболе дебютировал в 1999 году выступлениями за команду клуба «Бечей», в которой провёл один сезон.
С 2000 по 2003 год играл в составе команд клубов «Смедерево» и «Славия» (Сараево).
В начале 2004 года присоединился к криворожскому «Кривбассу», впрочем закрепиться в составе украинского клуба не смог, проведя за полгода лишь 8 матчей чемпионата, в большинстве из которых выходил на замену на последних минутах.
Летом 2004 вернулся в Сербию, где стал игроком белградского «Хайдука».
В 2005 году провёл некоторое время в боснийском клубе «Славия» (Сараево), после чего привлёк внимание представителей тренерского штаба македонского клуба «Македония Гьорче Петров», к составу которого присоединился в том же году. Сыграл за клуб из столицы Македонии следующие два сезона своей игровой карьеры.
В 2007 году вернулся в клуб «Славия» (Сараево). На этот раз провёл в составе команды три сезона.
С 2010 года два сезона защищал цвета команды клуба «Сараево». Большинство времени, проведённого в составе «Сараево», был основным игроком команды.
В 2012 году присоединился к составу клуба «Зриньски».